# Korotationskreis
Der Korotationskreis bezeichnet in der Astronomie den Kreis um das galaktische Zentrum einer Spiralgalaxie, auf dem sich die Sterne mit der gleichen Geschwindigkeit wie die Spiralarme bewegen. Der Radius dieses Kreises wird als Korotationsradius bezeichnet. Innerhalb des Kreises bewegen sich die Sterne schneller und außerhalb langsamer als die Spiralarme.
Die Sonne befindet sich in der Nähe des Korotationskreises der Milchstraße.